# Winside (Nebraska)
Winside es una villa ubicada en el condado de Wayne en el estado estadounidense de Nebraska. En el Censo de 2010 tenía una población de 427 habitantes y una densidad poblacional de 631,67 personas por km².

## Geografía
Winside se encuentra ubicada en las coordenadas 42°10′39″N 97°10′31″O / 42.17750, -97.17528. Según la Oficina del Censo de los Estados Unidos, Winside tiene una superficie total de 0.68 km², de la cual 0.68 km² corresponden a tierra firme y (0%) 0 km² es agua.

## Demografía
Según el censo de 2010, había 427 personas residiendo en Winside. La densidad de población era de 631,67 hab./km². De los 427 habitantes, Winside estaba compuesto por el 96.49% blancos, el 0.47% eran afroamericanos, el 0.47% eran amerindios, el 0.7% eran asiáticos, el 0% eran isleños del Pacífico, el 0% eran de otras razas y el 1.87% pertenecían a dos o más razas. Del total de la población el 1.17% eran hispanos o latinos de cualquier raza.